# Commelina imberbis
Commelina imberbis är en himmelsblomsväxtart som beskrevs av Christian Gottfried Ehrenberg och Justus Carl Hasskarl. Commelina imberbis ingår i släktet himmelsblommor, och familjen himmelsblomsväxter. IUCN kategoriserar arten globalt som livskraftig. Inga underarter finns listade.